# Пут-ін-Бей (Огайо)
Путін-Бей (англ. Putin-Bay) — селище (англ. village) в США, в окрузі Оттава штату Огайо. Населення — 154 особи (2020).

## Географія
Путін-Бей розташований за координатами 41°39′12″ пн. ш. 82°49′3″ зх. д. / 41.65333° пн. ш. 82.81750° зх. д. (41.653302, -82.817460).  За даними Бюро перепису населення США в 2010 році селище мало площу 1,63 км², з яких 1,17 км² — суходіл та 0,46 км² — водойми.

### Клімат
| Клімат : Пут-ін-Бей               | Клімат : Пут-ін-Бей | Клімат : Пут-ін-Бей | Клімат : Пут-ін-Бей | Клімат : Пут-ін-Бей | Клімат : Пут-ін-Бей | Клімат : Пут-ін-Бей | Клімат : Пут-ін-Бей | Клімат : Пут-ін-Бей | Клімат : Пут-ін-Бей | Клімат : Пут-ін-Бей | Клімат : Пут-ін-Бей | Клімат : Пут-ін-Бей | Клімат : Пут-ін-Бей |
| Показник                          | Січ.                | Лют.                | Бер.                | Квіт.               | Трав.               | Черв.               | Лип.                | Серп.               | Вер.                | Жовт.               | Лист.               | Груд.               | Рік                 |
| Абсолютний максимум, °C           | 18,9                | 21,1                | 27,2                | 31,7                | 33,3                | 40,0                | 40,0                | 39,4                | 36,1                | 32,8                | 26,1                | 20,0                | 40,0                |
| Середній максимум, °C             | −0,1                | 1,2                 | 6,2                 | 12,9                | 19,0                | 24,5                | 27,1                | 26,4                | 22,7                | 15,9                | 9,4                 | 2,2                 | 14,0                |
| Середня температура, °C           | −3,4                | −2,2                | 2,3                 | 8,7                 | 15,1                | 20,7                | 23,4                | 22,8                | 19,1                | 12,3                | 6,2                 | −0,6                | 10,4                |
| Середній мінімум, °C              | −6,9                | −5,7                | −1,6                | 4,5                 | 11,1                | 16,8                | 19,7                | 19,3                | 15,4                | 8,7                 | 2,9                 | −3,4                | 6,8                 |
| Абсолютний мінімум, °C            | −27,8               | −28,3               | −18,9               | −10,6               | −1,1                | 4,4                 | 5,0                 | 10,0                | 2,8                 | −4,4                | −14,4               | −25,6               | −28,3               |
| Норма опадів, мм                  | 49                  | 43                  | 61                  | 77                  | 94                  | 82                  | 88                  | 84                  | 75                  | 68                  | 67                  | 56                  | 843                 |
| Днів з опадами                    | 9,7                 | 8,5                 | 9,9                 | 11,2                | 11,0                | 9,2                 | 8,2                 | 8,0                 | 8,2                 | 8,5                 | 9,6                 | 9,9                 | 113,9               |
| --------------------------------- | ------------------- | ------------------- | ------------------- | ------------------- | ------------------- | ------------------- | ------------------- | ------------------- | ------------------- | ------------------- | ------------------- | ------------------- | ------------------- |
| Джерело: NOAA (normals 1981-2010) |                     |                     |                     |                     |                     |                     |                     |                     |                     |                     |                     |                     |                     |

## Демографія
Згідно з переписом 2010 року, у селищі мешкало 138 осіб у 70 домогосподарствах у складі 43 родин. Густота населення становила 84 особи/км².  Було 263 помешкання (161/км²).
Расовий склад населення:
| - 100,0 % — білих |

До двох чи більше рас належало 0,0 %. Частка іспаномовних становила 0,0 % від усіх жителів.
За віковим діапазоном населення розподілялося таким чином: 15,2 % — особи молодші 18 років, 55,8 % — особи у віці 18—64 років, 29,0 % — особи у віці 65 років та старші. Медіана віку мешканця становила 54,7 року. На 100 осіб жіночої статі у селищі припадало 112,3 чоловіків;  на 100 жінок у віці від 18 років та старших — 112,7 чоловіків також старших 18 років.
Середній дохід на одне домашнє господарство  становив 59 747 доларів США (медіана — 39 408), а середній дохід на одну сім'ю — 89 413 долари (медіана — 75 625). Медіана доходів становила 39 145 доларів для чоловіків та 32 188 доларів для жінок. За межею бідності перебувало 4,3 % осіб, у тому числі 75,0 % дітей у віці до 18 років та 0,0 % осіб у віці 65 років та старших.
Цивільне працевлаштоване населення становило 85 осіб. Основні галузі зайнятості: освіта, охорона здоров'я та соціальна допомога — 35,3 %, публічна адміністрація — 23,5 %, мистецтво, розваги та відпочинок — 15,3 %, інформація — 11,8 %.